# Tiro nos Jogos Olímpicos de Verão de 2000
O tiro nos Jogos Olímpicos de Verão de 2000 foi realizado em Sydney, na Austrália. Dezessete eventos foram disputados, dez para homens e sete para mulheres.

## Eventos do tiro
Masculino: Pistola de ar 10 m | Tiro rápido 25 m | Pistola livre 50 m | Carabina de ar | Carabina deitado 50 m | Carabina três posições | Fossa olímpica | Fossa olímpica dublê | Alvo móvel | Skeet

Feminino: Pistola de ar 10 m | Pistola esportiva | Carabina de ar | Carabina três posições | Fossa olímpica | Fossa olímpica dublê | Skeet

## Masculino

### Pistola de ar 10 m masculino
| Pos. | País               | Atletas         | Pontos |
| ---- | ------------------ | --------------- | ------ |
|      | França (FRA)       | Franck Dumoulin | 688,9  |
|      | China (CHN)        | Wang Yifu       | 686,9  |
|      | Bielorrússia (BLR) | Igor Basinsky   | 682,7  |

### Tiro rápido 25 m
| Pos. | País          | Atletas           | Pontos |
| ---- | ------------- | ----------------- | ------ |
|      | Rússia (RUS)  | Sergei Alifirenko | 687,6  |
|      | Suíça (SUI)   | Michel Ansermet   | 686,1  |
|      | Romênia (ROM) | Iulian Raicea     | 684,6  |

### Pistola livre 50 m
| Pos. | País                  | Atletas        | Pontos |
| ---- | --------------------- | -------------- | ------ |
|      | Bulgária (BUL)        | Tanyu Kiriakov | 666    |
|      | Bielorrússia (BLR)    | Igor Basinski  | 663,3  |
|      | República Checa (CZE) | Martin Tenk    | 662,5  |

### Carabina de ar masculino
| Pos. | País         | Atletas           | Pontos |
| ---- | ------------ | ----------------- | ------ |
|      | China (CHN)  | Cai Yalin         | 696,4  |
|      | Rússia (RUS) | Artem Khadjibekov | 695,1  |
|      | Rússia (RUS) | Evgueni Aleinikov | 693,8  |

### Carabina deitado 50 m
| Pos. | País               | Atletas         | Pontos |
| ---- | ------------------ | --------------- | ------ |
|      | Suécia (SWE)       | Jonas Edman     | 701,3  |
|      | Dinamarca (DEN)    | Torben Grimmel  | 700,4  |
|      | Bielorrússia (BLR) | Sergei Martynov | 700,3  |

### Carabina três posições masculino
| Pos. | País            | Atletas         | Pontos |
| ---- | --------------- | --------------- | ------ |
|      | Eslovênia (SLO) | Rajmond Debevec | 1275,1 |
|      | Finlândia (FIN) | Juha Hirvi      | 1270,5 |
|      | Noruega (NOR)   | Harald Stenvaag | 1268,6 |

### Fossa olímpica masculino
| Pos. | País               | Atletas           | Pontos |
| ---- | ------------------ | ----------------- | ------ |
|      | Austrália (AUS)    | Michael Diamond   | 147    |
|      | Grã-Bretanha (GBR) | Ian Peel          | 142    |
|      | Itália (ITA)       | Giovanni Pellielo | 140    |

### Fossa olímpica dublê masculino
| Pos. | País               | Atletas           | Pontos |
| ---- | ------------------ | ----------------- | ------ |
|      | Grã-Bretanha (GBR) | Richard Faulds    | 187    |
|      | Austrália (AUS)    | Russell Mark      | 187    |
|      | Kuwait (KUW)       | Fehaid Al Deehani | 186    |

### Alvo móvel
| Pos. | País           | Atletas       | Pontos |
| ---- | -------------- | ------------- | ------ |
|      | China (CHN)    | Yang Ling     | 681,1  |
|      | Moldávia (MDA) | Oleg Moldovan | 681    |
|      | China (CHN)    | Zhiyuan Niu   | 677,4  |

### Skeet masculino
| Pos. | País                  | Atletas        | Pontos |
| ---- | --------------------- | -------------- | ------ |
|      | Ucrânia (UKR)         | Mykola Milchev | 150    |
|      | República Checa (CZE) | Petr Málek     | 148    |
|      | Estados Unidos (USA)  | James Graves   | 147    |

## Feminino

### Pistola de ar 10 m feminino
| Pos. | País             | Atletas          | Pontos |
| ---- | ---------------- | ---------------- | ------ |
|      | China (CHN)      | Tao Luna         | 488,2  |
|      | Iugoslávia (YUG) | Jasna Šekarić    | 485,5  |
|      | Austrália (AUS)  | Annemarie Forder | 484    |

### Pistola esportiva
| Pos. | País               | Atletas            | Pontos |
| ---- | ------------------ | ------------------ | ------ |
|      | Bulgária (BUL)     | Maria Grozdeva     | 690,3  |
|      | China (CHN)        | Tao Luna           | 689,8  |
|      | Bielorrússia (BLR) | Lolita Evglevskaya | 686    |

### Carabina de ar feminino
| Pos. | País                 | Atletas       | Pontos |
| ---- | -------------------- | ------------- | ------ |
|      | Estados Unidos (USA) | Nancy Johnson | 497,7  |
|      | Coreia do Sul (KOR)  | Kang Cho-Hyun | 497,5  |
|      | China (CHN)          | Gao Jing      | 497,2  |

### Carabina três posições feminino
| Pos. | País          | Atletas           | Pontos |
| ---- | ------------- | ----------------- | ------ |
|      | Polônia (POL) | Renata Mauer      | 684,6  |
|      | Rússia (RUS)  | Tatiana Goldobina | 680,9  |
|      | Rússia (RUS)  | Maria Feklistova  | 679,9  |

### Fossa olímpica feminino
| Pos. | País           | Atletas              | Pontos |
| ---- | -------------- | -------------------- | ------ |
|      | Lituânia (LTU) | Daina Gudzinevičiūtė | 93     |
|      | França (FRA)   | Delphine Racinet     | 92     |
|      | China (CHN)    | Gao E                | 90     |

### Fossa olímpica dublê feminino
| Pos. | País                 | Atletas         | Pontos |
| ---- | -------------------- | --------------- | ------ |
|      | Suécia (SWE)         | Pia Hansen      | 148    |
|      | Itália (ITA)         | Deborah Gelisio | 144    |
|      | Estados Unidos (USA) | Kimberly Rhode  | 139    |

### Skeet feminino
| Pos. | País             | Atletas                 | Pontos |
| ---- | ---------------- | ----------------------- | ------ |
|      | Azerbaijão (AZE) | Zemfira Meftakhetdinova | 98     |
|      | Rússia (RUS)     | Svetlana Demina         | 95     |
|      | Hungria (HUN)    | Diana Igaly             | 93     |

## Quadro de medalhas do tiro
| Ordem | País                | Medalha de ouro | Medalha de prata | Medalha de bronze | Total |
| ----- | ------------------- | --------------- | ---------------- | ----------------- | ----- |
| 1     | CHN China           | 3               | 2                | 3                 | 8     |
| 2     | BUL Bulgária        | 2               | 0                | 0                 | 2     |
| 2     | SWE Suécia          | 2               | 0                | 0                 | 2     |
| 4     | RUS Rússia          | 1               | 3                | 2                 | 6     |
| 5     | AUS Austrália       | 1               | 1                | 1                 | 3     |
| 6     | FRA França          | 1               | 1                | 0                 | 2     |
| 6     | GBR Grã-Bretanha    | 1               | 1                | 0                 | 2     |
| 8     | USA Estados Unidos  | 1               | 0                | 2                 | 3     |
| 9     | AZE Azerbaijão      | 1               | 0                | 0                 | 1     |
| 9     | SLO Eslovênia       | 1               | 0                | 0                 | 1     |
| 9     | LTU Lituânia        | 1               | 0                | 0                 | 1     |
| 9     | POL Polônia         | 1               | 0                | 0                 | 1     |
| 9     | UKR Ucrânia         | 1               | 0                | 0                 | 1     |
| 14    | BLR Bielorrússia    | 0               | 1                | 3                 | 4     |
| 15    | ITA Itália          | 0               | 1                | 1                 | 2     |
| 15    | CZE República Checa | 0               | 1                | 1                 | 2     |
| 17    | KOR Coreia do Sul   | 0               | 1                | 0                 | 1     |
| 17    | DEN Dinamarca       | 0               | 1                | 0                 | 1     |
| 17    | FIN Finlândia       | 0               | 1                | 0                 | 1     |
| 17    | YUG Iugoslávia      | 0               | 1                | 0                 | 1     |
| 17    | MDA Moldávia        | 0               | 1                | 0                 | 1     |
| 17    | SUI Suíça           | 0               | 1                | 0                 | 1     |
| 23    | HUN Hungria         | 0               | 0                | 1                 | 1     |
| 23    | KUW Kuwait          | 0               | 0                | 1                 | 1     |
| 23    | NOR Noruega         | 0               | 0                | 1                 | 1     |
| 23    | ROM Romênia         | 0               | 0                | 1                 | 1     |